# Sacro
Sacro, niedersorbisch Zakrjow (früher auch Krje), ist ein Ortsteil der Kreisstadt Forst (Lausitz) im Landkreis Spree-Neiße in Brandenburg. Der Ort wurde am 1. April 1946 eingemeindet und erhielt am 26. Oktober 2003 Ortsteilstatus. Sacro liegt im amtlichen Siedlungsgebiet der Sorben/Wenden.

## Lage
Sacro liegt in der Niederlausitz etwa zwei Kilometer nördlich der Stadt Forst und direkt an der Grenze zu Polen. Umliegende Ortschaften sind die bereits in Polen liegenden Dörfer Strzegów im Norden, Mielno im Nordosten und Janiszowice im Osten, die Stadt Forst im Süden, Mulknitz im Südwesten, Naundorf mit dem Gutshof Neu Sacro im Westen sowie Briesnig im Nordwesten.
Sacro liegt etwa zwei Kilometer von der Bundesstraße 112 entfernt. Östlich des Dorfes fließt die Lausitzer Neiße, welche die Grenze zu Polen bildet.

## Geschichte
Sacro wurde erstmals im Jahr 1300 unter dem Namen „Sacrowe“ urkundlich erwähnt. Der Ortsname stammt aus der sorbischen Sprache und bedeutet „Siedlung hinter einem Gebüsch“ (za = „hinter“, krě = „Gebüsch“). Sacro war seit dem 14. Jahrhundert ein Amtsdorf der Herrschaft Forst. Diese kam im Jahr 1635 durch den Prager Frieden zum Kurfürstentum Sachsen. Das Dorf Sacro gehörte dort zum Gubenischen Kreis. Im Jahr 1806 wurde das Kurfürstentum zum Königreich Sachsen erhoben.
Durch die politische Neuordnung in der Zeit nach dem Wiener Kongress kam Sacro an das Königreich Preußen. Bei der dort im Jahr 1816 durchgeführten Gebietsreform wurde der Ort dem Landkreis Sorau in der Provinz Brandenburg zugeordnet. Anfang der 1840er-Jahre hatte das Dorf Sacro 337 Einwohner, dazu kam noch der Gutsbezirk Vorwerk Neu Sacro mit 30 Einwohnern. Die Kirchengemeinde Sacro war der Superintendentur Forst untergeordnet. Bei der Volkszählung vom 1. Dezember 1871 lebten in der Landgemeinde Sacro 555 Einwohner in 105 Familien und vier Einzelhaushalten. Von den Einwohnern waren 268 männlich und 287 weiblich; 141 Einwohner waren Kinder unter zehn Jahren. Am 1. Dezember 1910 hatte die Landgemeinde Sakro 856 Einwohner. Nach dem Zweiten Weltkrieg kam die Gemeinde Sacro in die Sowjetische Besatzungszone. Der durch die Oder-Neiße-Grenze geteilte Landkreis Sorau bestand noch bis einschließlich den 31. März 1946 weiter und wurde am folgenden Tag aufgelöst. Die Gemeinde Sacro wurde in die damals kreisfreie Stadt Forst eingegliedert, wodurch sie ihre kommunale Eigenständigkeit verlor.
Am 1. Juli 1950 wurde die Stadt Forst mit Sacro in den Landkreis Cottbus integriert. Am 25. Juli 1952 wurde Sacro als Teil der Stadt Forst dem damals neu gebildeten Kreis Forst im Bezirk Cottbus zugeordnet. Nach der Wende lag Sacro zunächst im Landkreis Forst in Brandenburg, bevor der Ort nach der brandenburgischen Kreisreform vom 6. Dezember 1993 als Teil der Stadt Forst dem neu gegründeten Landkreis Spree-Neiße zugeordnet wurde.

## Bevölkerungsentwicklung
| 1875 | 627 | 1910 | 856 | 1933 | 775 |
| 1890 | 679 | 1925 | 792 | 1939 | 765 |

Für seine Statistik über die sorbische Bevölkerung in der Lausitz ermittelte Arnošt Muka in den achtziger Jahren des 19. Jahrhunderts in Sacro zehn sorbischsprachige Einwohner.

## Nachweise
1. ↑  Zahlen und Fakten: Ortsteile der Stadt Forst (Lausitz). In: forst-lausitz.de. Abgerufen am 7. Januar 2018.
2. ↑  Zahlen und Fakten: Einwohner der Stadt Forst (Lausitz). In: forst-lausitz.de. Abgerufen am 28. August 2021.
3. ↑  Eintrag „Zakrjow“ in der niedersorbischen Ortsnamendatenbank auf dolnoserbski.de
4. ↑  Kulturwege in Forst (Lausitz). Abgerufen am 18. November 2018.
5. ↑  Reinhard E. Fischer: Die Ortsnamen der Länder Brandenburg und Berlin: Alter - Herkunft - Bedeutung. be.bra Wissenschaft, 2005, S. 147.
6. ↑  Topographisch-statistische Uebersicht des Regierungs-Bezirks Frankfurt a. d. O. Gustav Harnecker’s Buchhandlung, Frankfurt a. O. 1844, S. 201 (online, abgerufen am 8. Oktober 2020).
7. ↑  Königliches Statistisches Bureau: Die Gemeinden und Gutsbezirke des Preußischen Staats und ihre Bevölkerung. Teil II: Provinz Brandenburg, Berlin 1873, S. 228f., Nr. 119 (online, abgerufen am 8. Oktober 2020).
8. ↑  Smarso im Geschichtlichen Ortsverzeichnis. Abgerufen am 15. November 2017.
9. ↑  Historisches Gemeindeverzeichnis des Landes Brandenburg 1875 bis 2005. (PDF; 331 KB) Landkreis Spree-Neiße. Landesbetrieb für Datenverarbeitung und Statistik Land Brandenburg, Dezember 2006, abgerufen am 15. November 2017.
10. ↑  Ernst Tschernik: Die Entwicklung der sorbischen Bevölkerung. Akademie-Verlag, Berlin 1954.